# Phänomania Erfahrungsfeld

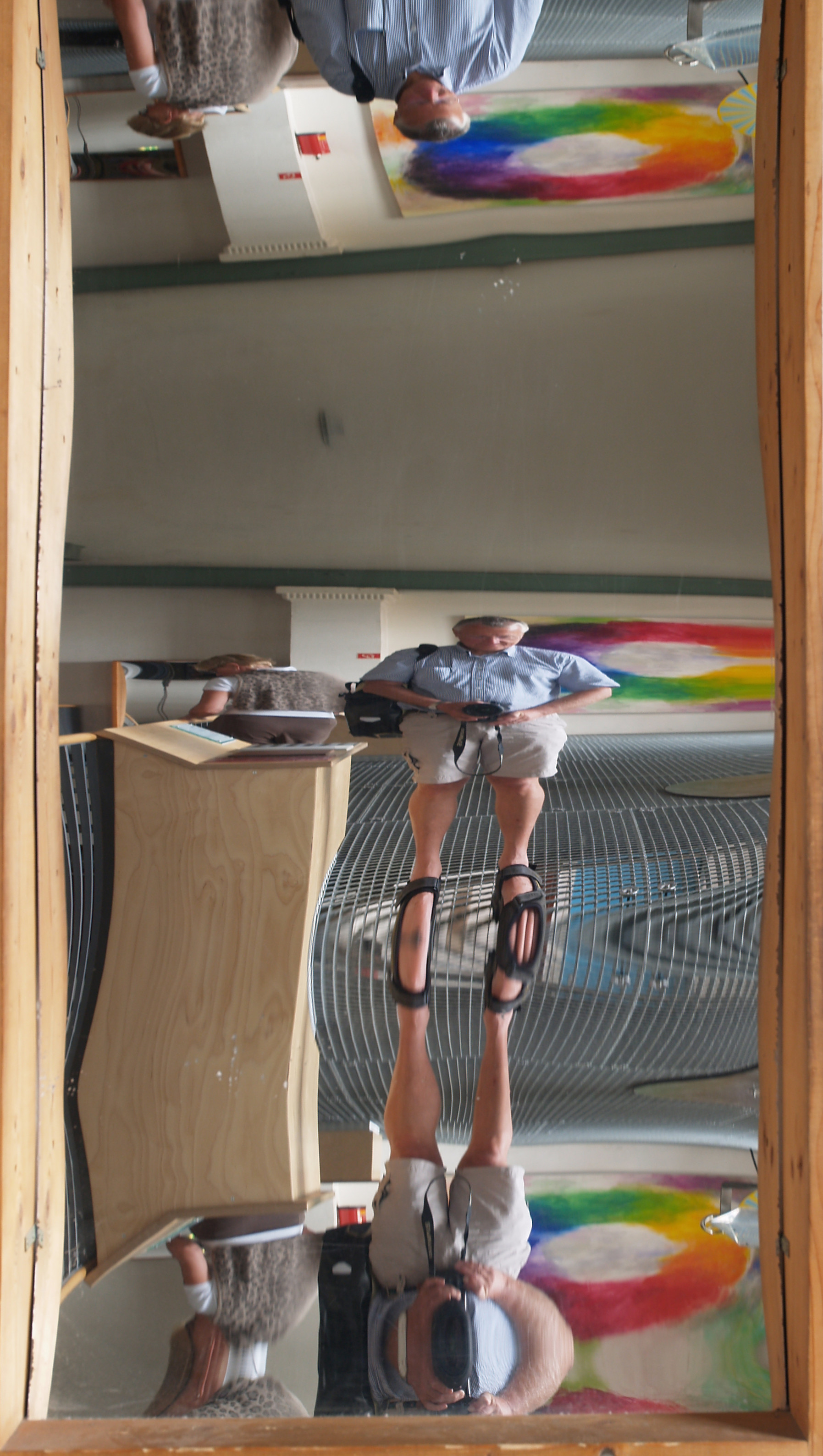
Verzerrte Spiegelung durch gewellte Spiegelfläche

Das Phänomania Erfahrungsfeld ist eine Ausstellung in Essen-Katernberg auf dem Gelände vor und insbesondere in den Räumen des Fördermaschinen- und Umformergebäudes von Schacht 3/7/10 der weiter westlich gelegenen Zeche Zollverein.
Seit 1996 werden Installationen in Anlehnung an das Erfahrungsfeld zur Entfaltung der Sinne des Essener Künstlers Hugo Kükelhaus gezeigt, seit 2006 weitere Phänomene der Sinne und Wahrnehmung.
Im Juli 2025 wurde bekannt, dass das Museum am 31. August 2025 wegen Kündigung des Pachtvertrages schließen und die Halle bis Ende September 2025 geräumt sein muss.